# Trapani Calcio
A Trapani Calcio egy olasz csapat Trapaniból. A klubot 1905-ben alapították. A csapat stadionja a Stadio Polisportivo Provinciale, amely 6776 fő befogadására alkalmas.

## Fordítás
- Ez a szócikk részben vagy egészben  a   Trapani Calcio című angol Wikipédia-szócikk fordításán alapul.  Az eredeti cikk szerkesztőit annak laptörténete sorolja fel. Ez a jelzés csupán a megfogalmazás eredetét és a szerzői jogokat jelzi, nem szolgál a cikkben szereplő információk forrásmegjelöléseként.